# Rawalpindi (Division)

Division Rawalpindi

Die Division Rawalpindi ist eine Division in der Provinz Punjab in Pakistan. Der Verwaltungssitz befindet sich in der Stadt Rawalpindi. Bei der Volkszählung von 2017 hatte sie eine Einwohnerzahl von 10.007.821 auf einer Fläche von 22.255 km².

## Distrikte
Die Division Rawalpindi gliedert sich in vier Distrikte:
| Distrikt   | Hauptstadt | Größe (km²) | Bevölkerung (2017) | Dichte (Einw./km²) |
| ---------- | ---------- | ----------- | ------------------ | ------------------ |
| Attock     | Attock     | 6.858       | 1.883.556          | 274                |
| Chakwal    | Chakwal    | 6.524       | 1.495.982          | 229                |
| Jhelam     | Jhelam     | 3.587       | 1.222.650          | 340                |
| Rawalpindi | Rawalpindi | 5.286       | 5.405.633          | 1.322              |